# È venerdì
È venerdì è un singolo del cantautore italiano Max Pezzali, il primo estratto dal suo sesto album in studio Astronave Max, pubblicato il 24 aprile 2015.

## La canzone
Parlando del brano, Pezzali ha dichiarato:
L'uscita del singolo è stata anticipata, a partire da sabato 18 aprile, dalla pubblicazione giornaliera sul profilo Facebook dell'artista della foto della copertina di È venerdì sempre meno offuscata accompagnata dagli hashtag #È sabato, #È domenica e così via, sino a venerdì 24, quando è stata pubblicata la copertina del singolo accompagnata dall'hashtag #È venerdì.
È stato portato in concerto per la prima volta il 28 maggio 2015, durante RadioItaliaLive - Il concerto.

## Video musicale
Lo stesso giorno dell'uscita del singolo è stato anche pubblicato su YouTube un lyric video ufficiale del brano, realizzato con Periscope, applicazione di Twitter che consente di trasmettere in diretta una ripresa fatta con il proprio smartphone.

## Tracce
Testi e musiche di Max Pezzali.
1. È venerdì – 3:30

## Formazione
- Max Pezzali – voce
- Davide Ferrario – chitarra elettrica, chitarra acustica, pianoforte, percussioni, sintetizzatore, cori
- Luca Serpenti – basso
- Sergio Carnevale – batteria

## Classifiche
| Classifica (2015)         | Posizione massima |
| ------------------------- | ----------------- |
| Italia                    | 62                |
| Italia (airplay)          | 37                |
| Italia (airplay italiane) | 15                |